# Koszmosz–163
A Koszmosz–163 (DSZ-U2-I) (oroszul: Космос 163) a szovjet Koszmosz műhold-sorozat tagja. Technológiai műhold.

## Küldetés
Űrkutatási és katonai programot hajtott végre. A Koszmosz–145 programját folytatta. Feladata a kozmikus sugárzás vizsgálata és mikrometeor-mérések végzése. Az emberes űrkutatási program végrehajtását segítette.

## Jellemzői
Az OKB–1 tervezőirodában kifejlesztett, ellenőrzése alatt gyártott műhold. Dnyipropetrovszk (oroszul: Днепропетровск), Ukrajnában OKB–586 a Déli Gépgyár (Juzsmas) volt a központja több Koszmosz műhold összeszerelésének. Üzemeltetője a moszkvai  honvédelmi minisztérium (Министерство обороны).
1967. március 3-án a Kapusztyin Jar rakétakísérleti lőtérről a Majak–2 indítóállásából egy Koszmosz–2I  (63SZI) típusú hordozórakétával juttatták Föld körüli pályára. Az orbitális egység pályája 93,1 perces, 48,4 fokos hajlásszögű, az elliptikus pálya perigeuma 244 kilométer, apogeuma 611 kilométer volt. Hasznos tömege 280 kilogramm.
Alakja hengeres, átmérője 1,2 méter, hossza 1,8 méter. A sorozat felépítését, szerkezetét, alapvető fedélzeti rendszereit tekintve egységesített, szabványosított tudományos-kutató űreszköz. Áramforrása kémiai, illetve a felületét burkoló napelemek energiahasznosításának kombinációja (kémiai akkumulátorok, napelemes energiaellátás földárnyékban pufferakkumulátorokkal).
Feladata a kozmikus sugárzás vizsgálata és mikrometeor-mérések végzése. Az 1,5 millió elektronvoltnál (MeV) nagyobb energiájú elektronok, a 27 millió elektronvoltnál nagyobb energiájú protonok és a 0,511 millió elektronvolt energiájú gamma-sugárzás intenzitásának, az intenzitások időbeli változásának vizsgálata, valamint a Föld körüli bolygóközi por regisztrálása. A gamma-sugárzást 64 csatornás amplitúdó-analizátorral kiegészített, szcintillációs gamma-spektrométerrel, a mikrometeorit-becsapódásokat piezoelektromos érzékelőkkel mérték. Az egyik jeladót a műholdon belül, annak falán, a másikat egy külső tartón rögzítették.
1967. október 11-én 128 napos szolgálati idő után  belépett a légkörbe és megsemmisült.